# Римский собор (1050)
Римский собор 1050 года — поместный собор католической церкви, состоявшийся в 29 апреля 1050 года Риме под председательством папы Льва IX. Как и на предыдущих соборах в Реймсе (1049) и Майнце, на Римском сборе разбирались дисциплинарные вопросы, возникшие в связи с противостояние папы и короля Франции Генриха I. Из доктринальных вопросов, обсуждавшихся на соборе, основным было осуждение отрицавшего реальное присутствие Христа в евхаристии Беренгара Турского.
Генрих I, желая помешать проведению Реймсского собора 3—6 октября 1049 года, назначил на ту же дату церемонию принесения ленной присяги церковными и светскими феодалами. Папа, не желая отступать, не стал переносить дату собора и отлучил от церкви тех епископов, которые предпочли принять приглашение короля. Граф Анжуйский Жоффруа II Мартел арестовал епископа Жерве де Беллема. Лев IX дал графу срок освободить Беллема до следующего собора в Майнце, назначенного на 19 октября, иначе отлучение падёт на него и всё графство. Жоффруа не явился на собор и отлучение вступило в силу, а на графство был наложен интердикт. В Реймсе папа повелел Жоффруа прибыть на один из соборов следующего года, в Риме или Верчелли. В Рим граф вновь не явился, но прислал своего представителя епископа Евсевия Анжерского с целью просить о снятии интердикта.
Собор в Риме был назначен на 29 апреля 1050 года, на пятнадцатый день после Пасхи. В нём приняли участие 55 епископов, 3 кардинала-диакона и 32 аббата. Большинство участников были из Италии, но делегация из Франции была весьма представительна (3 архиепископа, 5 епископов и 7 аббатов), что отражало возросшее влияние папства после событий в Реймсе. Вначале Лев IX решил дисциплинарные вопросы: епископ Юг Лангрский был восстановлен в должности, а архиепископ Ги Реймсский повторно избежал осуждения за симонию. Представитель Жоффруа II Мартела не смог обеспечить снятие интердмикта с Анжу. Герцогу Вильгельму Нормандскому было запрещено жениться на своей родственнице Матильде Фландрской. Затем перед курией было зачитано письмо Беренгара Турского Ланфранку по поводу телесного присутствия Христа в хлебе и вине евхаристии, которое Беренгар отрицал. Учение Беренгара, о котором впервые стало известно годом ранее, ко времени собора широко распространилось и многими воспринималось как ересь. Не известно, до какой степени в принятом решении сыграла роль связь Беренгара с графом Анжуйским, но турский каноник был заочно осуждён и отлучён от церкви. Заочное осуждение являлось случаем если не беспрецедентным, то необычным, и потому папа приказал Беренгару явиться на собор в Верчелли в том же году для проведения диспута.
Вскоре после собора (2 мая) папа обнародовал буллу о канонизации Жерара, епископа Туля (ум. 994).